# Tombe de Wang Jian
La tombe de Wang Jian est située dans la partie ouest de la ville de Chengdu (province de Sichuan), dans le district de Jinniu, en Chine, et consiste en une vaste salle protégée par un tumulus.
La sépulture est celle de Wang Jian (847-918), fondateur du royaume Shu antérieur, pendant la période des Cinq Dynasties et des Dix Royaumes.

## Description
Découvert en 1943, le tombeau est constitué d'une succession de salles dont les parois sont constituées de gros blocs de pierre. La dernière salle abrite une statue de Wang Jian, la seule connue de cet empereur. La sépulture est entourée de statues de guerriers dont seule la taille dépasse et ses flancs sont décorés de bas-reliefs représentant vingt-deux musiciennes jouant toutes d'instruments différents ainsi que de deux danseuses. Une ceinture de jade et le texte d'un éloge funèbre ornent également l'ensemble.

Intérieur de la tombe.

La tombe est reprise sur la liste des sites historiques et culturels majeurs protégés de la république populaire de Chine depuis 1961.

## Dimensions
- Tumulus
  - 15 mètres de haut
  - 80 mètres de diamètre
  - 225 mètres de circonférence
- Chambres
  - trois chambres en enfilade, d'une longueur totale de 23,6 mètres

## Musée
Le site est constitué en musée, le Chengdu Yongling Museum (成都永陵博物馆).